# 펑티모
펑티모(중국어 간체자: 冯提莫, 정체자: 馮提莫, 병음: Féng Tímò, 한자음: 풍제막, 1991년 12월 19일 ~ )는 중국의 가수이자 인터넷 스트리머이다. 본명은 펑야난(중국어 간체자: 冯亚男, 정체자: 馮亞男, 병음: Féng Yànán, 한자음: 풍아남)이다. 2018년 11월 기준 더우위에서 1,750만명의 구독자를 확보하고 있다.

## 생애
- 2014년 9월에 더우위 중계 플랫폼에서 게임을 하면서 노래를 부르는 인터넷 스트리머로 활동했다.
- 2016년 9월에는 차이젠야의 음반 《사랑한다고 말해》(说到爱)에 수록된 노래 《날 귀찮게 하지 마》(别找我麻烦)를 리메이크해서 불렀다.
- 2016년 12월 12일에는 영화 《28세 미성년》의 OST 《넌 날 몰라》(你不懂我)를 불렀다.

- 2017년 1월에는 스마트폰 게임 주제곡 《일념》(一念)을 불렀다.
- 017년 6월 30일에는 안강(暗杠)이 작사, 작곡한 노래 《음식을 아는 사람은 호걸》(识食物者为俊杰)을 발표
- 2017년 8월 30일에는 이 노래를 개사한 노래 《바닷가재, 맥주, 훠궈 등의 야식을 아는 사람은 준걸》(识龙虾啤酒火锅等夜食者为俊杰)을 발표했다.
- 2017년 10월 6일에는 안강의 노래인 《선제제》(沈洁洁)를 리메이크해서 불렀다.

- 2017년 12월 7일에는 시나 웨이보에서 주최한 영향력 있는 10대 빅V 스타상을 수상
- 2017년 12월 21일에는 소후에서 주최한 올해 최고의 인기 스트리머상을 수상했다.
- 2017년 12월 30일에는 후난위성텔레비전의 《쾌락대본영》에 출연하여 노래 《병아리 삐약삐약》(小鸡哔哔)을 불렀다.
- 2018년 1월 13일에는 더우위에서 주최한 10대 최고 진행자상을 수상했다.

- 2018년 5월에는 충칭 공청단(중국 공산주의 청년단)으로부터 홍보대사로 임명되었다.
- 2018년 8월에는 충칭에서 열린 제9회 칭링 판다 관광 및 판다 홍보대사로 임명되었다.
- 2018년 9월에는 충칭 허촨구 관광 홍보 대사로 임명되었다.

## 음반

### 커버
| 곡명                                                     | 발매일         | 출처  |
| -------------------------------------------------------- | -------------- | ----- |
| "날 귀찮게 하지 마" (중국어: 别找我麻烦)(원곡: 차이젠야) | 2016년 9월 7일 | [ 2 ] |

### 싱글
| 곡명                                                   | 발매일           | 출처  |
| ------------------------------------------------------ | ---------------- | ----- |
| "넌 날 몰라" (중국어: 你不懂我)                        | 2016년 12월 12일 | [ 3 ] |
| "식량을 알아보는 사람은 준걸" (중국어: 识食物者为俊杰) | 2017년 6월 30일  | [ 4 ] |
| "옛 남자친구의 귀환" (중국어: 再见前任)                | 2017년 12월 22일 | [ 5 ] |
| "불계소녀" (중국어: 佛系少女)                          | 2018년 2월 18일  | [ 6 ] |
| "바닷바람이 불어" (중국어: 吹海风)                     | 2018년 9월 1일   | [ 7 ] |
| "데자뷰" (중국어: 既视感)                              | 2018년 11월 1일  | [ 8 ] |
| "하트 모양 우주" (중국어: 心形宇宙)                    | 2018년 11월 23일 | [ 9 ] |

### 내용주
1. ↑  중국의 고사성어인 "시류(時流)를 알아보는 사람은 준걸"(중국어: 识时务者为俊杰)을 패러디한 것.
2. ↑  여기서 '불계'는 일본의 한 잡지에서 유래한 중국의 신조어다. 아이돌 팬들 사이에서는 취미를 통해 스트레스를 피하고 내면의 평화를 추구한다는 의미로 사용되었다.